# Portada/efemèride juny 27
Tobey Maguire
« 26 de juny · 27 de juny · 28 de juny »